# Províncias da China

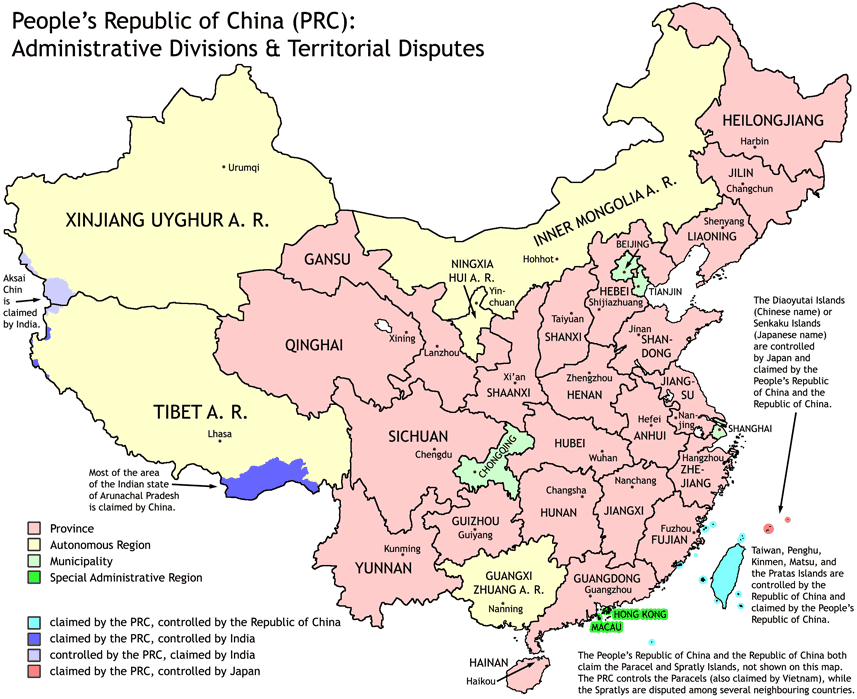
Províncias da República Popular da China.

As províncias da República Popular da China (formalmente chamadas de Divisões administrativas de nível provincial) são o nível mais alto da administração do país, existem 34 subdivisões no país, sendo 22 províncias

## Províncias
| GB | Província    | Chinês (S) | Pinyin       | Abreviatura        | Capital de província (省会/shěnghuì) | Chinês | Pinyin       | Área (km²) |
| -- | ------------ | ---------- | ------------ | ------------------ | ------------------------------------ | ------ | ------------ | ---------- |
| AH | Anhui        | 安徽       | Ānhuī        | 皖 wǎn             | Hefei                                | 合肥   | Héféi        | 139.700    |
| FJ | Fujian       | 福建       | Fújiàn       | 闽 mǐn             | Fuzhou                               | 福州   | Fúzhōu       | 121.400    |
| GS | Gansu        | 甘肃       | Gānsù        | 甘 gān or 陇 lǒng  | Lanzhou                              | 兰州   | Lánzhōu      | 102.600    |
| GD | Cantão       | 广东       | Guǎngdōng    | 粤 yuè             | Cantão (Guangzhou)                   | 广州   | Guǎngzhōu    | 180.000    |
| GZ | Guizhou      | 贵州       | Guìzhōu      | 黔 qián or 贵 guì  | Guiyang                              | 贵阳   | Guìyáng      | 176.000    |
| HI | Hainan       | 海南       | Hǎinán       | 琼 qióng           | Haikou                               | 海口   | Hǎikǒu       | 34.000     |
| HE | Hebei        | 河北       | Héběi        | 冀 jì              | Shijiazhuang                         | 石家庄 | Shíjiāzhuāng | 187.700    |
| HL | Heilongjiang | 黑龙江     | Hēilóngjiāng | 黑 hēi             | Harbin                               | 哈尔滨 | Hā'ěrbīn     | 454.000    |
| HA | Henan        | 河南       | Hénán        | 豫 yù              | Zhengzhou                            | 郑州   | Zhèngzhōu    | 167.000    |
| HB | Hubei        | 湖北       | Húběi        | 鄂 è               | Wuhan                                | 武汉   | Wǔhàn        | 185.900    |
| HN | Hunan        | 湖南       | Húnán        | 湘 xiāng           | Changsha                             | 长沙   | Chángshā     | 210.000    |
| JS | Jiangsu      | 江苏       | Jiāngsū      | 苏 sū              | Nanjing                              | 南京   | Nánjīng      | 102.600    |
| JX | Jiangxi      | 江西       | Jiāngxī      | 赣 gàn             | Nanchang                             | 南昌   | Nánchāng     | 167.000    |
| JL | Jilin        | 吉林       | Jílín        | 吉 jí              | Changchun                            | 长春   | Chángchūn    | 187.400    |
| LN | Liaoning     | 辽宁       | Liáoníng     | 辽 liáo            | Shenyang                             | 沈阳   | Shěnyáng     | 145.900    |
| QH | Qinghai      | 青海       | Qīnghǎi      | 青 qīng            | Xining                               | 西宁   | Xīníng       | 721.200    |
| SN | Shaanxi      | 陕西       | Shǎnxī       | 陕 shǎn or 秦 qín  | Xi'an                                | 西安   | Xī'ān        | 205.600    |
| SD | Shandong     | 山东       | Shāndōng     | 鲁 lǔ              | Jinan                                | 济南   | Jǐnán        | 153.800    |
| SX | Shanxi       | 山西       | Shānxī       | 晋 jìn             | Taiyuan                              | 太原   | Tàiyuán      | 205.600    |
| SC | Sichuan      | 四川       | Sìchuān      | 川 chuān or 蜀 shǔ | Chengdu                              | 成都   | Chéngdū      | 485.000    |
| YN | Yunnan       | 云南       | Yúnnán       | 滇 diān or 云 yún  | Kunming                              | 昆明   | Kūnmíng      | 394.000    |
| ZJ | Zhejiang     | 浙江       | Zhèjiāng     | 浙 zhè             | Hangzhou                             | 杭州   | Hángzhōu     | 102.000    |